# Bonifaci Ferrer
Bonifaci Ferrer más néven Bonfacio Ferrer (Valencia, 1355 – Cartuja de Val de Cristo, 1417. április 29.) valenciai katalán karthauzi szerzetes és bibliafordító. Ő fordította le az ún. valenciai nyelvre a Bibliát, amelyből mostanra sajnos csak egy lap maradt fenn. Habár a valenciai Biblia tulajdonképpen az első katalán Biblia is egyben, mindenesetre a Ferrer-féle fordítás az első újlatin Biblia is egyúttal.

## Élete
Testvére Vincent Ferrer neves prédikátor volt a domonkosoknál. Bonifaci a perugiai egyetemen tanult Itáliában, majd a katalóniai Léridában mint világi tanuló. Ezt követően a Valenciai Királyság nagykövete is volt.
Egyházi pályára szeretett feleségének halála késztette és testvére segítségével lett karthauzi barát Porta Coeliben. Először latinul írt, de igen hamar hozzálátott nagy tervének megvalósításába, a Biblia lefordításába anyanyelvén. A fordítást a Vulgáta alapján tette, de mielőtt kiadhatta volna, meghalt. Évtizedekkel később azonban Lambert Palmart nyomdász elkészítette a kiadást 1477 és 1478 táján.
Utolsó ismert példánya Svédországban, egy tűz során pusztult el 1697-ben. Ma egyetlen lapot őriznek belőle New Yorkban. A lapon János jelenéseinek egy részlete olvasható.